# Monika Pelz
Monika Pelz (* 1944 in Klosterneuburg) ist eine mehrfach ausgezeichnete österreichische Journalistin und Schriftstellerin.
Nach der Matura arbeitete Monika Pelz als Journalistin, Sekretärin und Übersetzerin. Sie machte eine Lehre als Antiquariatsbuchhändlerin, bevor sie Philosophie und Wirtschafts- und Sozialgeschichte studierte. Anschließend wurde sie zur Dr. phil. promoviert. Schon während des Studiums war sie als Lokalreporterin und Fernsehjournalistin tätig, heute arbeitet sie als Wissenschaftlerin, Journalistin und Schriftstellerin in Wien. Im Jahr 2000 erhielt Monika Pelz für ihr Gesamtwerk den Österreichischen Würdigungspreis für Kinder- und Jugendliteratur.

## Werke (Auswahl)
- Anna im anderen Land. Verlag Jungbrunnen, Wien 1979, ISBN 3-7026-5507-7.
- Diebe der Zeit. Beltz & Gelberg, Weinheim 1984, ISBN 3-407-80651-5.
- Nicht mich will ich retten. Die Lebensgeschichte des Janusz Korczak. Beltz & Gelberg, Weinheim 1985, ISBN 978-3-407-80666-6.
- Reif für die Insel. Verlag Jungbrunnen, Wien 1987, ISBN 978-3-7026-5601-0.
- Der Talker. Verlag Jungbrunnen, Wien 1995, ISBN 978-3-7026-5678-2.
- True Stories. Verlag Jungbrunnen, Wien 1998, ISBN 978-3-7026-5704-8.
- Lissi im Wunderlang. Verlag Jungbrunnen, Wien 1999, ISBN 978-3-7026-5714-7.
- Der hellwache Träumer : die Lebensgeschichte des Jean-Jacques Rousseau. Beltz & Gelberg, Weinheim 2005, ISBN 978-3-407-80934-6.
- Simone de Beauvoir. Suhrkamp, Frankfurt 2007, ISBN 978-3-518-18226-0.
- Winchester Mystery. Verlag Jungbrunnen, Wien 2009, ISBN 978-3-7026-5813-7.
- Den Blick auf das Herz der Welt. Die Lebensgeschichte des Johann Wolfgang Goethe. Beltz & Gelberg, Weinheim und Basel 2009, ISBN 978-3-407-81044-1.

## Auszeichnungen
- Oldenburger Kinder- und Jugendbuchpreis 1979
- Heinrich-Wolgast-Preis 1990
- Eule des Monats 11/1999
- Eule des Monats 01/1999
- Österreichischer Staatspreis für Kinder- und Jugendliteratur 2006, Kollektion für Die Verschwörung der Dichter
- Österreichischer Staatspreis für Kinder- und Jugendliteratur 2010, Preisträger Jugendbuch für Winchester Mystery